# Patrick Reid
Patrick Reid, cu numele complet Patrick Robert Reid, numit de camarazi Pat (n. 13 noiembrie 1910, Ranchi, India Britanică, India – d. 22 mai 1990, Bristol, Anglia, Regatul Unit) a fost un inginer civil și ofițer de rezervă britanic, mobilizat în Al Doilea Război Mondial. A participat la Bătălia Franței și a fost luat prizonier de către germani. A încercat să evadeze dintr-un lagăr de prizonieri de război, dar a fost recapturat și a fost dus în lagărul de prizonieri Colditz. Acolo a făcut o încercare de evadare nereușită, dar mai târziu a reușit să evadeze și să ajungă în Elveția. A fost adjunct al atașatului militar la ambasada britanică din Berna, apoi a avut și alte funcții diplomatice. S-a întors la profesia lui inițială și a fost director al unor companii de construcții. A devenit cunoscut prin cărțile pe care le-a scris despre lagărul Colditz și filmele care s-au realizat pe baza acestora.

## Biografie

### Până la război
Când s-a născut Patrick, John Reid, tatăl lui, un irlandez, lucra în India, unde era împreună cu familia. Patrick a urmat învățământul secundar la instituțiile catolice Clongowes Wood College din Clane⁠(d) (Irlanda) și Wimbledon College din Londra, apoi învățământul superior la King's College London, pe care l-a absolvit în 1932. Între 1934 și 1937 a urmat o pregătire în inginerie civilă în compania Sir Alexander Gibb & Partners, devenind în 1936 membru al Institution of Civil Engineers, asociație profesională a inginerilor civili.
Patrick Reid a intrat în Territorial Army (Armata Teritorială), care va fi numită mai târziu Army Reserve (Rezerva Armatei), o ramură a armatei britanice formată din voluntari, și a devenit sublocotenent în 1933. În 1935 a trecut în Royal Army Service Corps, o ramură de logistică a armatei. În 1938 a fost avansat la gradul de locotenent.

### În timpul războiului
După ce s-a conturat amenințarea războiului cu Germania, Reid a fost mobilizat pentru serviciu activ la 24 august 1939, în Divizia 2 Infanterie. Divizia lui era deja inclusă în Corpul Expediționar Britanic, desfășurat în septembrie 1939 în Franța, când aceasta și Regatul Unit au declarat război Germaniei, care atacase Polonia la 1 septembrie. Începuse așa-numitul „război ciudat”, în timpul căruia armatele lor nu au angajat lupte cu armata germană. Reid a devenit căpitan în același an, la 1 decembrie. Când a început, la 10 mai 1940, Bătălia Franței, Reid a participat la ea și a fost luat prizonier la 27 mai, lângă Cassel.

#### Prizonieratul

##### Prima încercare de evadare
Reid a ajuns la 5 iunie 1940 în lagărul numit Oflag VII-C (Oflag de la Offizierslager „lagăr pentru ofițeri”), amenajat în castelul din orașul Laufen din Bavaria. Curând, el și alți cinci prizonieri britanici au început să sape un tunel ca să evadeze. Au pornit dintr-un depozit și au ajuns sub o magazie de lemne din afara lagărului. Trei dintre ei, printre care Reid, au evadat la 5 septembrie 1940. Aveau intenția să treacă prin Austria ca să ajungă în Iugoslavia. Purtau haine civile transformate din uniforme, aveau o cantitate mică de alimente, o hartă și o busolă, dar nu aveau acte. Unul singur vorbea bine limba germană. Voiau să se deplaseze numai noaptea, dar era prea greu și în a treia dimineață au continuat drumul ziua, dar terenul prin pădure devenea prea abrupt și au trebuit să iasă pe șosea, unde au întâlnit germani. Au început să sufere de foame și înfățișarea lor devenise suspectă. Au fost arestați într-un sat de localnici, predați poliției și duși înapoi în lagăr. Ceilalți trei evadaseră în 6 septembrie și au fost prinși după opt zile. Toți șase au fost pedepsiți cu 28 de zile de izolare în arestul lagărului, primind ca hrană numai pâine și apă. Pedeapsa era conformă cu prevederile Convenției de la Geneva din 1929 referitoare la prizonierii de război, pe care Germania le respecta în linii mari în cazul Aliaților, în afara sovieticilor. În aceasta era înscris că încercarea de evadare și evadarea sunt acte de indisciplină și că orice sancțiune disciplinară poate fi de maximum o lună de izolare în arestul lagărului.

##### Evadări de la Colditz
„Cei șase din Laufen”, cum vor fi numiți Reid și cei cinci camarazi ai lui, au fost duși la 10 noiembrie 1940 în lagărul din castelul Colditz, Oflag IV-C, considerat de germani cel mai sigur pentru împiedicarea evadărilor. Reid nu a renunțat nici aici la evadare.

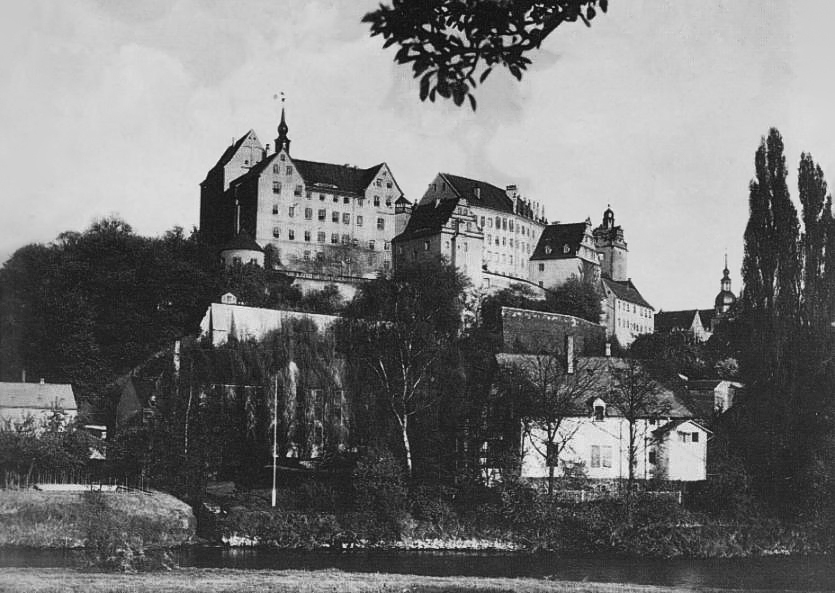
Castelul Colditz în aprilie 1945

Condițiile de detenție relativ favorabile, posibilitatea de a avea timp suficient, de a primi pachete, de a coresponda, permiteau ca prizonierii să se pregătească pentru evadare. Ajungeau pe mai multe căi să aibă bani, haine civile, mijloace de orientare și acte false. Erau în contact prin corespondență codificată cu MI9⁠(d), serviciul secret britanic de ajutorare a prizonierilor de război, care le trimitea unele lucruri necesare ascunzându-le în pachete. O parte din lucrurile necesare, precum acte false și haine civile, le făceau ei înșiși clandestin. Alte obiecte le procurau corupându-i pe unii gardieni cu țigări și alimente primite în pachete.
Reid a avut ideea de a evada prin conducta de canalizare care pornea din cantina lagărului. A reușit să copieze cheia cantinei și să pătrundă într-o noapte în conductă, constatând că aceasta trece pe sub zidul castelului și ajunge sub o terasă acoperită cu iarbă, dar se întrerupe sub pământ. El și câțiva camarazi au săpat un tunel vertical ca să poată ieși pe terasă și au sprijinit stratul de la suprafață cu o cutie din lemn. Aveau pregătite haine civile, hărți, busole și acte false, pentru care au făcut o ascunzătoare în cantină. Urmau să evadeze opt britanici și patru polonezi, să se dea cu toții drept muncitori polonezi la muncă în Germania și să se îndrepte către un port de la Marea Baltică. Aveau speranța să se poată îmbarca clandestin pe un vapor suedez și să treacă în Suedia, țară neutră. O dificultate era că pe terasă stătea totdeauna un gardian. Acestuia i-au promis că-i vor da bani ca să-i lase să treacă, dar gardianul i-a denunțat, apoi a luat banii la ordinul superiorilor. După câteva luni de pregătiri, cei 12 au vrut să evadeze în seara de 29 mai 1941, dar la ieșirea pe terasă au fost așteptați de germani. Reid a fost din nou pedepsit cu izolare în arest.
După această încercare, Reid a acceptat să fie așa-numitul „ofițer cu evadările” al britanicilor și membru în comitetul de evadare al prizonierilor. Acesta îi cuprindea pe ofițerii cu evadările ale tuturor grupurilor naționale: britanici, francezi, neerlandezi și polonezi. Ofițerii cu evadarea aveau sarcina de a coordona planurile de evadare din grupurile lor și de a le raporta comitetului pentru ca acesta să le coordoneze pe toate.
A doua încercare de evadare a lui Reid a fost reușită. El și încă trei britanici s-au pregătit temeinic. Reid urma să se dea drept muncitor flamand, ca să fie explicabil că vorbește prost germana, avea bani și o mică valiză, ca să poată călători cu trenul fără să dea de bănuit. A pătruns în câteva nopți în bucătăria prizonierilor și a tăiat aproape complet o bară din gratiile unei ferestre care dădea spre curtea exterioară a castelului, parte a sectorului personalului german. În seara de 14 octombrie 1942, cei patru au intrat în bucătăria prizonierilor, au scos bara tăiată și au ieșit pe fereastră pe acoperișul plat al bucătăriei germanilor. Riscau să fie văzuți de la ferestrele comandamentului lagărului, dar aceasta nu s-a întâmplat. Au coborât în curtea exterioară și au reușit să treacă prin ea neobservați de un gardian de acolo. Aveau o cheie, dar nu au reușit să deschidă o ușă prin care să intre în clădirea comandamentului, cum plănuiseră, și a trebuit să improvizeze ceva. Au găsit o intrare deschisă care dădea într-o încăpere din subsol. În partea de sus a zidului, aceasta avea o deschidere de aerisire cu bare, care dădea pe o terasă din exteriorul castelului. Din fericire, au putut scoate o bară slab fixată, dar trecerea era așa de îngustă, încât au trebuit să se dezbrace complet ca să poată ieși, și așa cu greu. De pe terasă au coborât 11 metri până în șanțul din jurul castelului, pe o frânghie făcută din cearșafuri. Au mers până în parcul castelului înconjurat de un zid cu sârmă ghimpată pe coamă și au trecut peste el. S-au despărțit în două perechi și au pornit către Elveția.
Reid și camaradul lui au mers pe jos în două nopți, ascunzând-se ziua, până în orașul Penig, apoi au călătorit cu un tren la Zwickau. Acolo au mers la cinema până să poată lua un tren spre München. De acolo au mers cu alt tren până la Tuttlingen și au petrecut o noapte în pădurea din apropiere. Cunoșteau de la prizonieri care îl descoperiseră mai demult, un traseu pe care se putea trece pe jos în Elveția. Au traversat frontiera în dimineața de 18 octombrie 1942.
Reid a rămas la Berna, unde la 9 martie 1943 a fost numit adjunctul atașatului militar britanic. De fapt a lucrat pentru serviciul de informații britanic MI6. La 4 mai, în același an, a fost decorat cu ordinul Crucea Militară⁠(d).

### După război
Fiind încă în Elveția, la 1 noiembrie 1945, Reid a fost avansat la gradul de maior. La 20 decembrie, în același an, a fost decorat cu titlul de membru al Ordinului Imperiului Britanic. A rămas în diplomație, în 1946 devenind primul secretar al ambasadei britanice din Ankara. A ieșit din serviciul militar activ la 29 martie 1947, dar a rămas în Regular Reserve până la 15 noiembrie 1965. Din 1949 până în 1952 a fost, la Paris, administrator șef al Organizației Europene pentru Cooperare Economică. După aceea a fost directorul a două firme de construcții, între 1959 și 1962, apoi a lucrat la o firmă de consultanță în inginerie, până în 1963.
Reid voia să fie ținută vie amintirea experienței prizonieratului la Colditz și a început să scrie cărți despre aceasta (vezi mai jos). A ținut legătura cu foști camarazi și, mai mult decât atât, l-a contactat pe Reinhold Eggers⁠(d), fostul ofițer german de la Colditz însărcinat cu securitatea, principalul lor adversar în privința evadărilor, și l-a incitat să-și scrie și el amintirile. Cartea lui Eggers, Colditz. The German Story (Colditz în perspectivă germană), a apărut tradusă în engleză de un alt fost prizonier de la Colditz, în 1961.

### Viața particulară
Reid s-a căsătorit prima oară în Elveția, în 1943, cu americanca Jane Cabot. Au avut trei fii și două fiice, și au divorțat în 1966. În 1977 s-a căsătorit cu Mary Stewart Cunliffe-Lister, care a murit în 1978. În 1982 s-a căsătorit din nou, cu Nicandra Hood.
A murit la spitalul Frenchay din Bristol, la 22 martie 1990. Avea 79 de ani.

## Publicații

### Despre Colditz
Prima lui carte, The Colditz Story (Povestea Colditzului), a apărut în 1952. Descrie viața lagărului și dezvoltarea în el a unui fel de „academie a evadării”, ultimele capitole fiind consacrate evadării lui Reid împreună cu camaradul lui. După unii critici, cartea este subiectivă și parțial inexactă, creând un adevărat mit al prizonierului de la Colditz și provocând generalizarea perspectivei autorului, care privea evadarea ca un joc.
În 1953 a urmat a doua sa carte, The Latter Days (Ultimele zile), în același stil, descriind întâmplările de la Colditz de după evadarea lui până la eliberarea lagărului. În același an au fost publicate primele două cărți într-un singur volum, cu titlul Escape from Colditz. The Two Classic Escape Stories: The Colditz Story, and Men of Colditz in One Volume (Evadări din Colditz. Cele două relatări clasice despre evadări: „Povestea Colditzului” și „Oameni din Colditz” într-un volum).
Aceste cărți au inspirat filmul de cinema The Colditz Story⁠(d) o producție britanică din 1955, la care Reid a fost consultant.
În 1962 au fost reeditate primele două cărți sub titlul Colditz. Această ediție a stat la baza serialului de televiziune Colditz, cu 28 de episoade, al BBC One, difuzat în 1972-1974, la care Reid a fost de asemenea consultant.
Într-o a treia carte, Colditz: The Full Story, Reid și-a reluat relatarea, completând-o cu elemente care lipsesc din primele cărți, și adoptând o abordare mai analitică și mai impersonală.

### Alte scrieri
Reid a publicat și două cărți mai generale pe tema evadărilor: My favourite escape stories (Poveștile mele preferate despre evadări) (1975) și Prisoner of War : The Inside Story of the POW from the Ancient World to Colditz and After (Prizonierul de război. Istoria prizonierilor de război din Antichitate până la Colditz și după aceea), în colaborare cu Maurice Michael (1984).
Alte două cărți sunt legate de ocupațiile lui Reid de după război: From Nile to Indus : Economics and Security in the Middle East (De la Nil la Indus. Economie și securitate în Orientul Mijlociu) (1960), în colaborare cu Olaf Caroe și Thomas Rapp, și Winged Diplomat : the life story of Air Commodore Freddie West (Diplomatul înaripat. Povestea vieții generalului de flotilă aeriană Freddie West) (1962).